# بطولة أفريقيا للسباحة 2008
بطولة أفريقيا للسباحة 2008 هي النسخة العاشرة من بطولة إفريقيا للسباحة، ودارت فعالياتها في مدينة جوهانسبرغ من 13 إلى 19 سبتمبر 2008.